# Противобуксовочная система
Противобуксовочная система (ПБС), (нем. Antriebsschlupfregelung, ASR), Система контроля тяги (англ. Traction control system, TCS, TRC; Dynamic Traction Control, DTC) —
электрогидравлическая система автомобиля, предназначенная для предотвращения потери сцепления колёс с дорогой посредством контроля за буксованием ведущих колёс.
Система берёт своё начало на железнодорожном транспорте, где буксование (боксование) — распространённое явление при трогании локомотива с тяжёлым составом с места. Механические противобуксовочные системы появились впервые ещё на мощных американских паровозах в 1900-х. Принцип действия этих систем был довольно прост: дифференциальный механизм сравнивал скорости вращения бегунковых и движущих колёсных пар (с учётом разности диаметров). Если движущие колёсные пары «убегали» (вращались с большей скоростью, что является признаком буксования), баланс дифференциала нарушался, его планетарное водило начинало вращаться, что вызывало срабатывание центробежного механизма, который открывал клапан продувки цилиндров, снижая давление пара. Позже дифференциальные системы обнаружения буксования, но уже в электромеханическом исполнении, были применены и на электровозах. Похожие системы пытались применять и на автомобилях в начале XX века, но тогда они были неактуальны по причине малой тяговооружённости машин тех лет и быстрому совершенствованию рисунков протектора автомобильных шин. Но с ростом мощности автомобильных двигателей и появлением автоматических коробок передач интерес к противопробуксовочным системам вновь обозначился, но их реальное развитие началось лишь с появлением микроэлектроники в конце 1960-х годов.
Данная система существенно упрощает управление автомобилем на влажной дороге или в иных условиях недостаточного сцепления. С помощью датчиков в реальном времени отслеживается скорость вращения колёс, и если обнаруживается начало пробуксовки одного из них, то система снижает крутящий момент, подаваемый на колёса от двигателя, либо уменьшает скорость их вращения подтормаживанием.
Впервые была применена на автомобилях Buick в 1971 году под торговой маркой MaxTrac, на которых компьютер определял буксование ведущих колёс и снижал обороты двигателя, чтобы уменьшить подаваемый на колёса крутящий момент. В Европе впервые ПБС использована на Mercedes-Benz S-класса в 1987 году, сначала только на модификациях с восьмицилиндровыми двигателями. В современных автомобилях борьба с буксованием ведущих колёс — одна из функций системы динамической стабилизации.
Широко применялась в автогонках, в Формуле-1 первой её стала использовать команда Ferrari в 1990 году. В 2008 году была запрещена в Формуле-1.

## Принцип действия
При помощи датчиков угловой скорости, установленных на колёсах, электронный блок отслеживает скорость вращения колёс при разгоне автомобиля. В случае, если обнаруживается резкое возрастание скорости вращения одного из ведущих колёс (что означает потерю сцепления и начало буксования), электронный блок управления предпринимает меры для снижения тяги и (или) притормаживания этого колеса. Для снижения тяги могут (в зависимости от реализации системы) использоваться следующие методы:
- прекращение искрообразования в одном или нескольких из цилиндров двигателя;
- уменьшение подачи топлива в один или несколько цилиндров;
- прикрытие дроссельной заслонки (если к ней подключено электронное управление);
- изменение угла опережения зажигания (см. система зажигания).

Одновременно для восстановления сцепления с дорогой, а также увеличения крутящего момента на противоположном относительно дифференциала колесе, производится кратковременное подтормаживание колеса, потерявшего сцепление при помощи электрогидравлических актуаторов.
Система использует те же датчики и частично те же механизмы, что и антиблокировочная система, и система помощи при экстренном торможении (Brake Assist), поэтому автомобили, оборудованные противобуксовочной системой, также оборудованы и этими системами.

## Применение
На большинстве автомобилей, оборудованных противобуксовочной системой, существует возможность временно её отключать. Но при обычном вождении этого делать настоятельно не рекомендуется, так как система помогает сохранить сцепление с дорогой и, как следствие, управляемость при разгоне.